# Steven Weinberg
Steven Weinberg (ur. 3 maja 1933 w Nowym Jorku, zm. 23 lipca 2021 w Austin) – amerykański fizyk teoretyk, noblista. Wieloletni profesor Uniwersytetu Teksańskiego w Austin (UTA) i wcześniej Uniwersytetu Harvarda; popularyzator fizyki i jej historii, autor podręczników akademickich oraz działacz racjonalistyczno-sceptyczny.
Weinberg zasłynął głównie jako fizyk cząstek elementarnych. W latach 60. współtworzył ich model standardowy jako jeden z autorów „małej unifikacji”, czyli teorii oddziaływań elektrosłabych. Było to połączenie dwóch oddziaływań podstawowych: elektromagnetycznego i jądrowego słabego, przewidujące trzy nowe cząstki pośredniczące: bozony W± i Z, zaobserwowane w latach 70. Weinberg otrzymał za te przewidywania Nagrodę Nobla w dziedzinie fizyki w 1979 roku, wraz z Sheldonem Lee Glashowem i Abdusem Salamem.
Weinberg napisał też szereg podręczników do fizyki kwantowej i teorii względności oraz książki popularnonaukowe o fizyce cząstek elementarnych, kosmologii, historii fizyki i nauki w ogóle – na przestrzeni ponad czterech dekad, od lat 70. prawie do śmierci. Wygłaszał też publiczne wykłady i udzielał wywiadów.

## Życiorys

### Wykształcenie i kariera
Urodził się w Nowym Jorku, tam też uczęszczał do szkoły średniej Bronx High School of Science, gdzie był w jednej klasie z Sheldonem Lee Glashowem. Po ukończeniu szkoły (w 1950 roku) obaj podjęli studia na Uniwersytecie Cornella. Po ukończeniu studiów I stopnia, Weinberg wyjechał do Kopenhagi, aby kontynuować edukację w Instytucie Fizyki Teoretycznej. Tam, we współpracy z Davidem Frischem i Gunnarem Källénem rozpoczął pracę badawczą. Po rocznym pobycie w Danii, wrócił do Stanów Zjednoczonych, i ukończył studia na Uniwersytecie Princeton, uzyskując doktorat w 1957 roku pod opieką naukową Sama Treimana.
W latach 1959–1960 pracował na Uniwersytecie Columbia, a od 1960 do 1966 roku na Uniwersytecie Kalifornijskim w Berkeley. W tym czasie prowadził badania dotyczące różnych tematów, m.in. fizyki cząstek elementarnych, czy zachowaniami wysokoenergetycznymi na diagramach Feynmana. Zaczął także interesować się astrofizyką, zaczął pisać pierwsze rozdziały książki Gravitation and cosmology (ukończonej w 1971 roku).
W 1966 roku uzyskał stanowisko wykładowcy (Loeb Lecturer) na Uniwersytecie Harvarda, był także profesorem wizytującym na Massachusetts Institute of Technology. W 1969 roku objął stanowisko profesora fizyki na tej uczelni. W 1973 roku, gdy Julian Schwinger odszedł z Uniwersytetu Harvarda, Weinberg objął tam stanowisko profesora. Współpracował także z Smithsonian Astrophysical Observatory. W 1982 roku przeniósł się na University of Texas at Austin.
W 1967 roku sformułował teorię opisującą zarówno oddziaływania słabe, jak i oddziaływania elektromagnetyczne. W 1973 roku tzw. „elektrosłaba teoria” Weinberga została potwierdzona doświadczalnie w akceleratorach cząstek.

### Poglądy
Weinberg krytykował kryterium falsyfikowalności w fizyce jako zbyt restrykcyjne. Bronił przy tym hipotez Wieloświata przed zarzutami nienaukowości oraz pewnych form zasad antropicznych. Wyrażał opinię, że Wszechświat jest rządzony przez fundamentalną „teorię ostateczną”, jednak wątpił w możliwość znalezienia jej w XXI wieku.
Negatywnie odnosił się do religii. Traktował je jako źródło wojen, prześladowań i niewłaściwy opis funkcjonowania świata; był ateistą.

### Życie prywatne
Był Żydem, urodził się w rodzinie Fredericka Weinberga i Evy z domu Israel.
Swoją żonę Louise Weinberg poznał podczas studiów na Uniwersytecie Cornella. Pobrali się w 1954 roku, ich córka Elizabeth urodziła się w 1963 roku w Berkeley. Louise Weinberg zdobyła profesurę prawa.

## Książki
Weinberg opublikował kilkanaście książek, z których kilka wydano po polsku:

### Podręczniki akademickie
1. 1972: Gravitation and Cosmology: Principles and Applications of the General Theory of Relativity
2. 1983: The Discovery of Subatomic Particles
3. 1987: Elementary Particles and the Laws of Physics: The 1986 Dirac Memorial Lectures (wspólnie z Richardem Feynmanem)
4. 1995: The Quantum Theory of Fields, tom I: Foundations,
  - 1999: Teoria pól kwantowych. Tom 1: Podstawy, tłum. Danuta Rzążewska, Wydawnictwo Naukowe PWN, ISBN 83-0112615-9,
  - 2012: dodruk, ISBN 978-83-0112615-5,
5. 1996: The Quantum Theory of Fields, tom II: Modern Applications,
  - 2012:  Teoria pól kwantowych. Tom 2: Nowoczesne zastosowania, tłum. Lech Szymanowski, WN PWN, ISBN 978-83-0112954-5,
6. 2000: The Quantum Theory of Fields, tom III: Supersymmetry,
  - 2001: Teoria pól kwantowych. Tom 3: Supersymetria, tłum. Piotr Chankowski, WN PWN, ISBN 83-0113496-8,
7. 2013: Lectures on quantum mechanics, Cambridge University Press, ISBN 978-110702872-2.

### Popularnonaukowe
1. 1977: The First Three Minutes: A Modern View of the Origin of the Universe;
  - 1980: Pierwsze trzy minuty. Współczesny obraz początku Wszechświata, tłum. Aleksander Blum, wstęp: Marek Demiański, Wydawnictwo Iskry, ISBN 83-2070283-6.
  - 1993: nowe wydanie angielskie;
  - 1998: nowe wydanie polskie, Prószyński Media, ISBN 83-7180-609-4.
2. 1993: Dreams of a Final Theory: The Search for the Fundamental Laws of Nature ,
  - 1994: Sen o teorii ostatecznej, tłum. Piotr Amsterdamski, Warszawa: Alkazar, ISBN 83-85784-27-6.
  - 1997: nowe wydanie, Poznań: Zysk i S-ka, ISBN 83-7150116-1.
3. 2001: Facing Up: Science and Its Cultural Adversaries
4. 2004: Glory and Terror: The Coming Nuclear Danger
5. 2008: Cosmology
6. 2010: Lake Views: This World and the Universe
7. 2015: To Explain the World: The Discovery of Modern Science